# Ugyops buxtoni
Ugyops buxtoni är en insektsart som beskrevs av Frederick Arthur Godfrey Muir 1931. Ugyops buxtoni ingår i släktet Ugyops och familjen sporrstritar. Inga underarter finns listade i Catalogue of Life.